# Kódanša
Kódanša (japonsky 株式会社講談社, Kabušiki gaiša Kódanša) je japonské nakladatelství držené v soukromém vlastnictví, které sídlí v městské čtvrti Bunkjó v Tokiu. Kódanšu založil roku 1909 Seidži Noma a členové jeho rodiny pokračují v jejím vlastnictví, a to buď přímo nebo prostřednictvím Noma Cultural Foundation. V říjnu 2016 Kódanša odkoupila nakladatelství Ičidžinšu, které se tak stalo její dceřinou společností.

## Časopisy

### Časopisy mangy
Časopisy mangy vydávané Kódanšou.

#### Časopisy zaměřující se na mužské publikum
Kodomo časopisy
- Comic BomBom (1981–2007; ukončen)

Šónen časopisy
Vydávané:
- Šúkan šónen Magazine (od roku 1959)
- Gekkan šónen Magazine (od roku 1975)
- Gekkan šónen Sirius (od roku 2005)
- Bessacu šónen Magazine (měsíčník; od roku 2009)
- Šónen Magazine R (dvouměsíčník mezi lety 2015–2019; od roku 2019 měsíčník v digitální podobě)[7]
- Magazine Pocket (mangy jsou vydávány týdně, každé dva týdny nebo jednou za měsíc; od roku 2015; jedná se o časopis ve formě aplikace/webové stránky)
- Šónen Magazine Edge (měsíčník; od roku 2015)[8][9]

Ukončené:
- Šónen Club (1914–1962; původně se zabýval publikací poezie)[10]
- Gekkan manga šónen (1947–1955)
- Bessacu šónen Magazine (1964–1974; po pozastavení publikace v roce 1975 změnil název na Gekkan šónen Magazine)
- Magazine Special (měsíčník; 1983–2017)
- Gekkan šónen Rival (2008–2014)
- Šónen Magazine Wonder (???–???)

Seinen časopisy
Vydávané:
- Šúkan Young Magazine (od roku 1980)
- Morning (týdeník; od roku 1982; původně zvaný Comic Morning)
- Gekkan Afternoon (měsíčník; od roku 1986)
- Evening (dvoutýdeník; od roku 2001)
- Morning 2 (měsíčník; od roku 2006)
- Good! Afternoon (měsíčník od roku 2012; dvouměsíčník mezi lety 2008–2012)
- Young Magazine the 3rd (měsíčník; od roku ???)[11]
- Gekkan Young Magazine (měsíčník; od roku ???)

Ukončené:
- Afternoon Season Zokan (8 čísel od září 1978 do konce roku 1998 a 14 čísel v letech 1999 až 2002; 1987–2002)
- Young Magazine Uppers (1998–2004)
- Gekkan Magazine Z (1999–2009)

#### Časopisy zaměřující se na ženské publikum
Šódžo časopisy
Vydávané:
- Nakajoši (měsíčník; od roku 1954)
- Bessacu Friend (měsíčník; od roku 1965)
- Dessert (měsíčník; od roku 1996)
- Nakajoši Lovely (5 čísel za rok; od roku ???)
- The Dessert (měsíčník; od roku ???)

Ukončené:
- Šódžo Club (???–???)
- Šódžo Friend (1962–1996)
- Mimi (1975–1996)
- Aria (měsíčník; 2010–2018)
- NEMESIS (dvouměsíčník; 2010–2018)

Džosei časopisy
Vydávané:
- Be Love (dvoutýdeník; od roku 1980; původně zvaný Be in Love)
- Kiss (dvoutýdeník; od roku 1992)
- Kiss Plus (dvouměsíčník; od roku ???)
- ITAN (čtvrtletník; od roku 2010)

#### Internetové časopisy
- e-manga (2010–2018)
- Hacu Kiss (pro ženy; dvouměsíčník mezi lety 2014–2018; od roku 2018 vydáván online každý měsíc)
- Honey Milk (pro ženy; ???–???)[12]
- comic tint (pro ženy; měsíčník; ???–???)[13]

### Knižní časopisy
- Gunzó (měsíční literární časopis)
- Mephisto (literární časopis zaměřující se na mysteriózní a detektivní příběhy, který je vydáván třikrát za rok)
- Faust